# رولند پنروس
رولند پنروس (انگلیسی: Roland Penrose; ۱۴ اکتبر ۱۹۰۰ – ۲۳ آوریل ۱۹۸۴) بهیار، مهندس، عکاس، شاعر، نقاش و نویسنده فراواقع‌گرایی اهل بریتانیا بود.
در طول جنگ جهانی دوم او مهارت‌های هنری خود را به‌طور عملی به کار گرفت.